# Antonio Clemente
Antonio Ángel Clemente Olivert (Valencia, 26 de abril de 1955) es un político y farmacéutico español. Es miembro del Partido Popular, fue entre los años 2009-2012 Secretario General del Partido Popular de la Comunidad Valenciana y actualmente es senador en las Cortes Generales desde el año 2015.

## Biografía
Nacido en la ciudad de Valencia en el año 1955. Es licenciado en Farmacia convirtiéndose en especialista en análisis clínicos.

## Carrera política

### Diputado en las Cortes Valencianas
En el mundo de la política decidió entrar siendo miembro del Partido Popular. Comenzó como candidato en las listas del Partido Popular de la Comunidad Valenciana (PPCV) por la provincia de Valencia tras las elecciones a las Cortes Valencianas de 1995, donde logró su escaño como diputado, posteriormente con el paso del tiempo se volvió a presentar a las de 1999, 2003, 2007 y las de 2011 donde actualmente pertenece ala VIII Legislatura de la Comunidad Valenciana. Durante su paso por las Cortes Valencianas, fue el vicepresidente primero de la cámara parlamentaria durante la VII Legislatura desde el año 2009 hasta el 2011, actualmente es el secretario primero de las Cortes Valencianas, y de las comisiones parlamentarias de Reglamento, Peticiones y Gobierno interior y siendo también portavoz adjunto del Grupo Popular.

### Secretario general del PPCV
Tras el escándalo de corrupción política conocido como el Caso Gürtel que afectó a varios miembros del Partido Popular de la Comunidad Valenciana, en el mes de noviembre de 2009 el presidente de la Generalidad que era Francisco Camps, quiso realizar una profunda reorganización de las estructuras del partido y revitalizarlo con aires nuevos, para reconquistar el liderazgo mediático. Nombrando a Antonio Clemente el día 2 de noviembre como nuevo secretario general del Partido Popular de la Comunidad Valenciana, sucediendo al anterior secretario general César Augusto Asencio que solo ocupó el cargo durante quince días debido a la implicación de Ricardo Costa Climent en el Caso Gürtel. Durante el Congreso Regional del Partido Popular celebrado en el mes de mayo de 2012, el nuevo presidente de la Comunidad Valenciana y del partido (Alberto Fabra), Antonio Clemente fue sucedido por Serafín Castellano Gómez (consejero de Gobernación) el día 20 de mayo de 2012 en el cargo de secretario general.
En octubre del mismo año, fue nombrado nuevo secretario primero de las Cortes Valencianas tras la salida de la anterior secretaria Angélica Such Ronda debido a su implicación en el Caso Gürtel.